# Neverland (Alien: Earth)
«Neverland» —en español: «El país de nunca jamás»— es el primer episodio de la serie de televisión de horror y ciencia ficción estadounidense Alien: Earth. La primera serie de televisión de la franquicia Alien. El episodio fue escrito y dirigido por el creador de la serie Noah Hawley. Se emitió originalmente en FX el 12 de agosto de 2025, y también se estrenó el mismo día en FX on Hulu.
Ambientada en el año 2120, dos años antes de los acontecimientos de la película original de 1979 Alien: el octavo pasajero. La serie se centra en la nave espacial «Maginot», que se estrella en la Tierra, donde una joven y un grupo heterogéneo de soldados tácticos hacen un descubrimiento que los enfrenta a la mayor amenaza del planeta.
Según Nielsen Media Research, el episodio fue visto por 0.589 millones de telespectadores y obtuvo una cuota de audiencia de 0.11 entre los adultos de 18 a 49 años. El episodio recibió críticas muy positivas por parte de los críticos, que elogiaron la dirección de Hawley, las interpretaciones y los valores de producción.

## Argumento
En 2120, la «Maginot», una nave espacial de la corporación Weyland-Yutani, se encuentra en una misión de 65 años en la que la tripulación tiene la misión de transportar especímenes de diferentes planetas para su investigación científica. Tras un breve descanso, la tripulación vuelve a entrar en estado de estasis. Poco después, la nave es atacada cuando los especímenes se liberan, y el cyborg Morrow informa a la empresa de que todos han muerto. Morrow se encierra, justo cuando la nave se prepara para estrellarse contra la Tierra.
En la Tierra, la corporación Prodigy lleva a cabo experimentos en la isla de investigación «Neverland». El joven director ejecutivo, Boy Kavalier, realiza con éxito una prueba en la que Marcy Hermit, una joven, transfiere su conciencia humana a un cuerpo sintético, Wendy, una robot humanoide con inteligencia artificial. Mientras Wendy se acostumbra a su nueva naturaleza, también ayuda a Boy a crear nuevos híbridos: Slightly, Curly, Nibs, Smee y Tootles, apodados «Los niños perdidos». Wendy también tiene un hermano, Joseph D. Hermit, un médico paramilitar de Prodigy que no sabe que ella está viva.
La «Maginot» se estrella en la ciudad prodigiosa de Nueva Siam, y Joe y su equipo son asignados para inspeccionar el lugar. Morrow sale de su cápsula y procede a asegurar la zona cuando se da cuenta de que los soldados han entrado en la nave. Dos soldados llegan al laboratorio, y uno de ellos no se da cuenta de que un espécimen parecido a una sanguijuela se ha colado en su cuerpo. Morrow intercepta a ambos soldados y los obliga a esposarse en el laboratorio, mientras él se marcha en busca del resto. Al ver la noticia en las noticias, Wendy convence a Boy para que le permita inspeccionar el accidente, pero él asigna al sintético Kirsh para que la vigile.
De camino al accidente, Wendy y Kirsh discuten sobre el potencial de la naturaleza humana, y Wendy reitera que salvará a su hermano. Los dos soldados esposados son atacados y asesinados por los especímenes parecidos a sanguijuelas, que se alimentan de su sangre. Joe y su equipo encuentran la cámara de estasis, donde hallan a muchos tripulantes muertos. Siguen un rastro de sangre, sin darse cuenta de que hay una criatura parecida a un artrópodo muerta. Cuando la nave comienza a derrumbarse, las puertas se sellan, encerrándolos en la nave.

## Producción

### Desarrollo

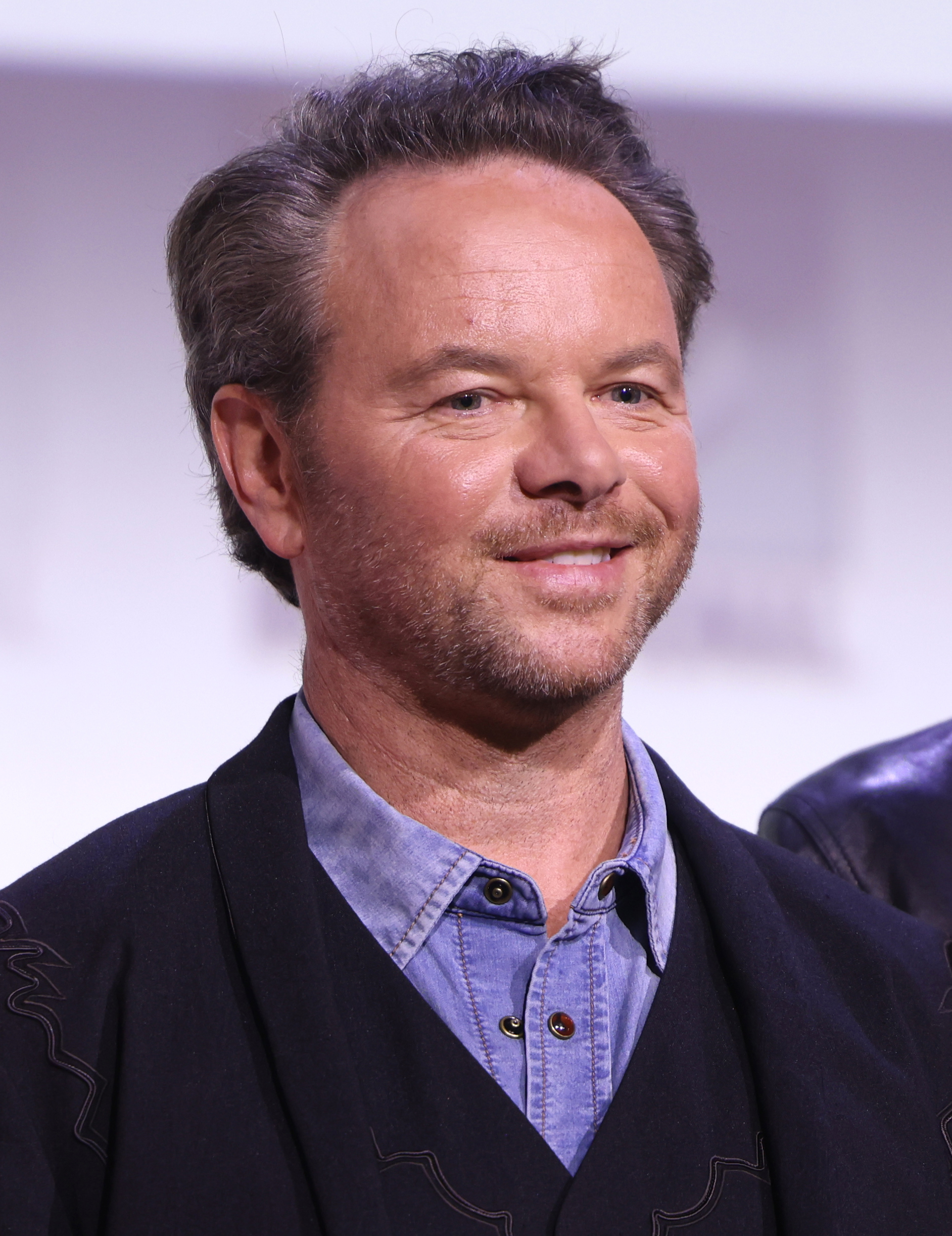
El creador de la serie Noah Hawley, escribió y dirigió el episodio.

En julio de 2025, FX anunció que el primer episodio de la temporada se titularía «Neverland» y que estaría escrito y dirigido por el creador de la serie, Noah Hawley, lo que supondría su primer crédito en la serie.

### Reparto
Hawley hace un cameo como el padre de Wendy y Hermit en una breve secuencia de flashback. El hijo de Hawley, Lev, interpretó al joven Hermit, y decidió actuar en la escena para ayudarlo. Dijo: «Fue muy significativo para mí». Antes bromeé sobre lo artesanal, pero yo mismo hago estas cosas, y me pareció significativo ponerme en ellas, con mi hijo, y decir: «Esto es un documento personal para mí. No es solo un acto grosero de comercialismo».

## Recepción

### Audiencia
En su emisión original en Estados Unidos, «Neverland» fue visto por 0.589 millones de telespectadores, con un 0.11 en la franja demográfica 18-49.

### Respuesta de la crítica
«Neverland» recibió críticas positivas por parte de los críticos. Clint Gage, de «IGN», escribió: «Se ha escrito mucho sobre cómo encaja esto en la franquicia y qué partes del canon se están teniendo en cuenta. Pero esta secuencia inicial está elaborada de tal manera que Hawley y su equipo están diciendo "sí" a todo ello. Hay un escenario familiar, en una línea temporal familiar, pero están haciendo cosas nuevas dentro de esa estructura».
Matt Schimkowitz de The A.V. Club, le dio al estreno de dos episodios una «B-» y escribió: «Con "Neverland", Hawley vuelve a ir más allá del título y divide la diferencia entre las queridas obras maestras de ciencia ficción de Scott, Alien y Blade Runner, ofreciendo un remake despiadadamente eficaz de la primera y los sueños infantiles y electrizantes de la segunda».
Alan Sepinwall de Rolling Stone escribió: «Sin embargo, "Neverland" se centra principalmente en los conceptos principales de Hawley para la serie: la batalla constante por la supremacía entre las cinco corporaciones que controlan el planeta y su carrera por perfeccionar una forma de inmortalidad antes que la competencia».
Noel Murray de Vulture Le dio al episodio una calificación perfecta de 5 estrellas sobre 5 y escribió: «La nueva serie Alien: Earth, del guionista y productor Noah Hawley, encuentra rápidamente su propio camino, con un episodio inicial que es uno de los mejores primeros capítulos de una serie de televisión que he visto en mucho tiempo». Shawn Van Horn de «Collider», le dio al episodio una puntuación de 9 sobre 10 y escribió: «Viven y luego mueren. Sin embargo, Wendy no quiere oír eso, porque su hermano no va a morir. Ella va a salvarlo. Con eso, Alien: Earth ha presentado a su nueva heroína dura de pelar».
Eric Francisco de Esquire, escribió: «En su episodio inicial, Alien: Earth puede que no ofrezca más que lo más básico: quién, qué, dónde y cuándo; y sin duda el "por qué" es cómo planea mantenernos interesados hasta el final. Pero como serie de televisión totalmente nueva que se viste con la amenazante piel de una franquicia familiar, Alien: Earth causa una excelente primera impresión, y ese botón de "reproducir siguiente episodio" es más difícil de resistir que un abrazacaras a la cara». Johnny Loftus de Decider, escribió: «Con los lentos cambios de título y la música limpia y misteriosa, la película correspondiente, el aspecto y la sensación del barco, los uniformes de la tripulación, incluso el tipo de letra de los subtítulos, Alien: Earth, en estas primeras escenas, está trayendo el pasado de la franquicia al presente».
Sean T. Collins de The New York Times, escribió: «Es el año 2120 y el planeta está controlado por cinco corporaciones gigantescas e irresponsables. Quizás la parte de Earth de Alien: Earth no suene tan descabellada. Sin embargo, el elemento Alien sigue siendo gloriosamente alienígena». Paul Dailly de TV Fanatic, le dio al episodio una calificación perfecta de 5 estrellas sobre 5 y escribió: «¿Lo más impresionante? No parece televisión. El diseño de producción, el paisaje sonoro, la forma en que la cámara se detiene en espacios reducidos hasta que estás listo para salir a toda costa — Es pura tensión cinematográfica».